# Неврологічний розлад
Неврологічний розлад — це будь-який розлад нервової системи. Структурні, біохімічні або електричні порушення в головному, спинному мозку та нервах можуть спричинити за собою ряд симптомів. Прикладами симптомів є параліч, зниження сили мʼязів, погана координація, втрата чутливості, судоми, сплутаність свідомості, біль та порушення свідомості. змінений рівень свідомості. Існує багато неврологічних порушень, з яких частина відносно поширених і частина досить рідкісних. Всі вони можуть бути оцінені за допомогою неврологічного обстеження, а також вивчені та проліковані спеціалістами з неврології та клінічної нейропсихології та загальної медичної психології.
Лікувальні втручання при неврологічних розладах включають профілактичні заходи, зміни способу життя, фізіотерапію, нейрореабілітацію, лікування болю, зокрема, медикаментозне лікування, оперативні втручання, які здійснюються нейрохірургами та певну дієту. Всесвітня організація охорони здоров'я встановила в 2006 році, що неврологічні розлади та їхні прямі наслідки впливають на стан мільярда людей у всьому світі, і визначила нерівні можливості в одержанні медичних послуг, спричинені соціальними факторами, соціальну стигму та дискримінацію як основні фактори, що сприяють пов'язаній з цим інвалідності та стражданням.

## Причини

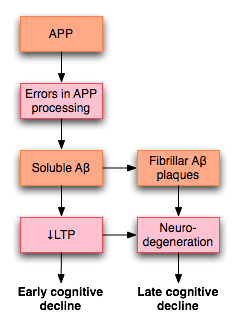
Частина причинного ланцюга, що веде до хвороби Альцгеймера.

Хоча головний і спинний мозок оточені декількома оболонами, що прилягають з середини до кісток черепа, хребців, а також хімічно відокремлені гематоенцефалічним бар'єром, вони дуже сприйнятливі до порушень. Нерви, як правило, лежать глибоко під шкірою, але все ж можуть піддаватися пошкодженню. Окремі нейрони, а також нервові ланцюги та нерви, в які вони утворюються, чутливі до електрохімічного та структурного порушення. Нейрорегенерація ж (відновлення нервової тканини) частіше й швидше відбувається в периферичній нервовій системі, але, як вважається, є рідкісним процесом у головному та спинному мозку.
Конкретні причини неврологічних проблем різні, але можуть включати генетичні розлади, вроджені аномалії, інфекції, спосіб життя або проблеми, пов'язані з проблемами навколишнього середовища, неправильне харчування та травми спинного мозку, травми нервів та чутливість до глютену (з кишковими пошкодженнями або травленнями або без них симптоми). Повідомлялося, що отруєння металами, коли метали накопичуються в організмі людини і порушують біологічні процеси, викликають неврологічні проблеми, як, принаймні, у випадку зі свинцем. Неврологічна проблема може початися в іншій системі організму, яка взаємодіє з нервовою системою. Наприклад, порушення мозкового кровообігу, пов'язані з травмами мозку через проблеми з кровоносними судинами (серцево-судинною системою), що постачають мозок; аутоімунні захворювання включають ушкодження, спричинені власною імунною системою організму ; захворювання лізосомального накопичення, такі як хвороба Німана-Піка, можуть призвести до неврологічного погіршення. Національний інститут охорони здоров'я США, наприклад, рекомендує розглянути можливість встановлення целіакії як причини неврологічних порушень у пацієнтівз незрозумілими симптомами, зокрема периферичною нейропатією або атаксією.
У деяких випадках неврологічних симптомів причину встановити не вдається
Описано численні приклади неврологічних порушень, пов'язаних із мутованими генами, що відповідають за відновлення (репарацію) ДНК (огляди див.). Неадекватне відновлення пошкоджень ДНК може призвести безпосередньо до загибелі клітин та виснаження нейронів, а також до порушення структури епігенетичних змін, необхідних для нормальної роботи нейронів.

## Класифікація

Смертність внаслідок неврологічниої патології на мільйон осіб, 2012 р.
18-52
53-68
69-84
85-99
100-131
132-157
158-186
187-243
244-477
478-1,482

Неврологічні розлади можна класифікувати за первинним місцем ураження, первинним типом дисфункції та основним типом причини. Найширший поділ — між розладами центральної та периферичної нервової системи. Посібник Мерка (The Merck Manual) перераховує розлади мозку, спинного мозку та нервів у таких категоріях:
- Мозок:
  - Ураження мозку відповідно до мозкової частки (а також ураження «нижніх» ділянок мозку — базальних гангліїв, мозочку, стовбуру мозку:
    - Ураження лобової частки
    - Ураження тім'яної частки
    - Ураження скроневої частки
    - Ураження потиличної частки

  - Дисфункція мозку відповідно до типу:
    - Афазія (мовні порушення як мовлення при моторній афазії, так і сприйняття мови при сенсорній афазії)
    - Дизартрія (порушення артикуляції, вимови)
    - Дисграфія (порушення письма)
    - Апраксія (порушення патернів руху, або послідовності рухів)
    - Агнозія (упізнавання речей або людей)
    - Амнезія (порушення пам'яті)
- Розлади спинного мозку (зокрема, запалення)
- Периферична невропатія та інші порушення периферичної нервової системи
- Розлад черепного нерва, наприклад, невралгія трійчастого нерва
- Розлади автономної нервової системи, такі як диссавтономія, атрофія
- Судомні розлади, такі як епілепсія
- Розлади руху центральної та периферичної нервової системи, такі як хвороба Паркінсона, есенціальний тремор, аміотрофічний бічний склероз, синдром Туретта, розсіяний склероз та різні види периферичної нейропатії
- Розлади сну, такі як безсоння й нарколепсія
- Мігрені та інші види головного болю, такі як кластерний головний біль та головний біль напруги
- Біль у спині та шиї
- Центральна нейропатія
- Нейропсихічні захворювання (захворювання та / або розлади психіатричних особливостей, пов'язані з травмами нервової системи, аномаліями розвитку, біохімічними, анатомічними або електричними порушеннями та / або патологією захворювання, наприклад, порушення дефіциту уваги, гіперактивність, аутизм, синдром Туретта та деякі випадки обсесивно-компульсивного розладу а також пповедінкові симптоми дегенеративних захворювань нервової системи, таких як хвороба Паркінсона, есенціальний тремор, хвороба Хантінгтона, хвороба Альцгеймера, розсіяний склероз та органічний психоз).

При деяких із перелічених вище захворювань і розладів можливі нейрохірургічні методи лікування (наприклад, Синдром Туретта, хвороба Паркінсона, есенціальний тремор та обсесивно-компульсивний розлад).
- Делірій та деменція, такі як хвороба Альцгеймера
- Запаморочення
- Сопор і кома
- Травма голови
- Інсульт (ГПМК, цереброваскулярний напад)
- Пухлини нервової системи (наприклад, рак)
- Розсіяний склероз та інші демієлінізуючі захворювання
- Інфекції головного та спинного мозку (включаючи менінгіт)
- Прионові захворювання (тип інфекційного агента)
- Комплексний регіональний больовий синдром (хронічний больовий стан)

Неврологічні порушення у тварин, лікують ветеринари.

## Психічні функції
Неврологічне обстеження певною мірою може оцінити вплив неврологічних порушень на роботу мозку з точки зору поведінки, пам'яті чи пізнання. На цьому спеціалізується поведінкова неврологія. Крім того, також і клінічна нейропсихологія використовує нейропсихологічну оцінку для точного виявлення та відстеження проблем психічного функціонування, як правило, після якоїсь травми мозку або неврологічних порушень.
Як варіант, стан може спочатку бути виявлений через наявність порушень психічних функцій, а подальша оцінка може вказувати на основні неврологічні розлади. Іноді існують незрозумілі межі у розрізненні розладів, які лікуються в рамках неврології, і психічних розладів, які лікуються в рамках іншої медичної спеціальності психіатрії, або інших професій психічного здоров'я, таких як клінічна психологія. На практиці випадки можуть бути одним типом, але оцінюватися як більш відповідні іншому. Нейропсихіатрія стосується психічних розладів, що виникають внаслідок конкретних виявлених захворювань нервової системи.
Одна з помітних проблем, яку можна зазначити, — це випадки т. зв. ідіопатичних неврологічних симптомів — тобто, станів, причину котрих неможливо встановити. В деяких випадках вдається визначити, що симптоми викликаються проблемами вищого рівня, ніж той, на котрому вони проявляються. Класичні приклади — «функціональні» судоми, сенсорне оніміння, «функціональна» слабкість кінцівок та функціональний неврологічний дефіцит («функціональний» у цьому контексті зазвичай протиставляється старому терміну «органічне захворювання»). Такі випадки можуть бути аргументовано інтерпретовані як «психологічні», а не «неврологічні». Деякі випадки можуть бути класифіковані як психічні розлади, наприклад, як розлад конверсії, якщо симптоми, як видається, пов'язані з емоційними станами або реакціями на соціальний стрес або соціальний контекст.
З іншого боку, дисоціація означає часткове або повне порушення інтеграції свідомого функціонування людини, таким чином, щоб людина могла відчувати себе відірваною від своїх емоцій, тіла та / або найближчого оточення. З одного боку, це може бути діагностовано як деперсоналізація. Існують також стани, що розглядаються як неврологічні, коли людина, як видається, свідомо реєструє неврологічні подразники, які, можливо, не надходять з тієї частини нервової системи, до якої вони зазвичай відносяться, наприклад, фантомний біль або синестезія, або коли кінцівки діють без контролю свідомості, як при «синдромі чужорідних рук».

Деякі сфери людських знань, які працюють над розумінням психічних функцій

Стани, які класифікуються як психічні розлади або порушення розумового розвитку та форми інтелектуальної вади, самі по собі зазвичай не розглядаються як неврологічні розлади. Однак біологічна психіатрія прагне зрозуміти психічні розлади з точки зору їх основи в нервовій системі. У клінічній практиці психічні розлади зазвичай вказуються на обстеження психічного стану чи інший тип структурованого інтерв'ю чи опитувального процесу. В даний час, лише нейровізуалізація (сканування мозку) не може точно поставити діагноз психічного розладу або сказати про ризик його розвитку; однак він може бути використаний для виключення інших захворювань, таких як пухлина мозку. У ході досліджень нейровізуалізація та інші неврологічні тдослідження можуть показати кореляцію між повідомленими пацієнтом та виявленими лікарем психічними труднощами та певними аспектами нервової функції або відмінностями в структурі мозку. Загалом, численні поля діяльності різних напрямків медицини перетинаються й обʼєднуються в т. зв. когнітивну науку для кращого розуміння основних процесів, що визначають психічні функції.